# Miðalfelli
Miðalfelli (Norðskáli) är ett berg på ön Eysturoy i den norra delen av ögruppen Färöarna. Berget högsta topp är 655 meter över havet. Miðalfelli ligger på västra delen av Eysturoy, nära kusten.